# Ponte dei Pugni
Le Ponte dei Pugni (littéralement, le Pont des Poings) sur le Rio de San Barnaba est un pont de Venise, situé dans le sestiere de Dorsoduro, près du Campo San Barnaba.

## Histoire

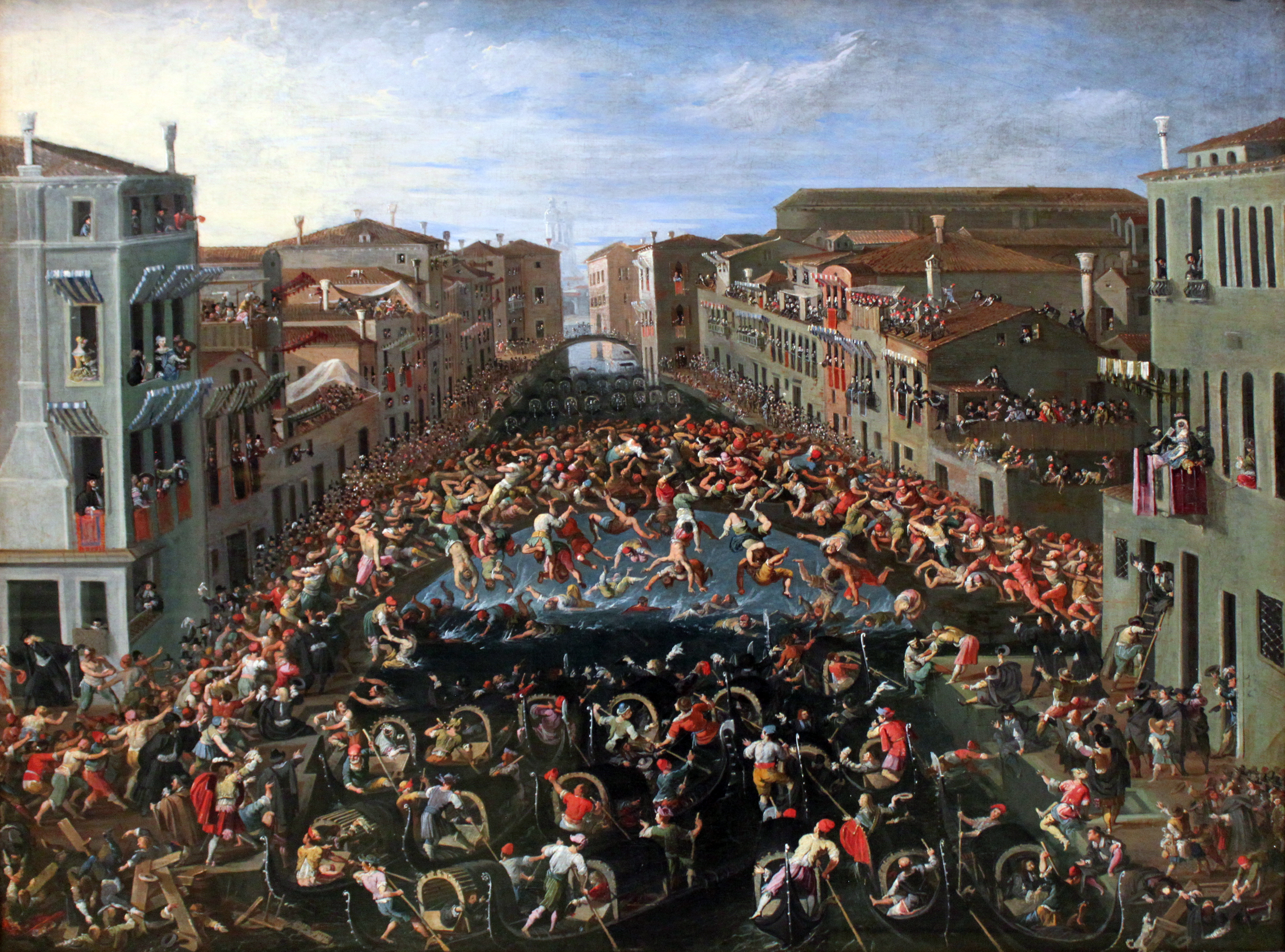
Joseph Heintz le Jeune, Compétition au ponte dei pugni à Venise, 1673, Germanisches Nationalmuseum, Nuremberg.

Ce pont est éponyme d'une vieille tradition de Venise abandonnée depuis des siècles : la Guerre des poings. Les habitants des deux factions opposées, les Castellani de San Pietro di Castello et les Nicolotti de San Nicolò dei Mendicoli, se rencontraient à "coups de poing" au dessus du pont. Du mois de septembre jusqu'à Noël, les Castellani et les Nicolotti s'affrontaient à coups de poing sur les ponts de la ville, dont presque tous sans rampes sur les côtés. La division entre les deux factions avait des origines très anciennes. Les Castellani portaient des chapeaux et des foulards de couleur rouge, qui contrastaient  avec le noir des Nicolotti. Cette rivalité n'a pas - au moins dans un premier temps - résisté aux institutions. Le but du "jeu" consistait à jeter les adversaires dans le rio ci-dessous. L'équipe gagnante était celle qui avait gardé ses hommes sur le pont.

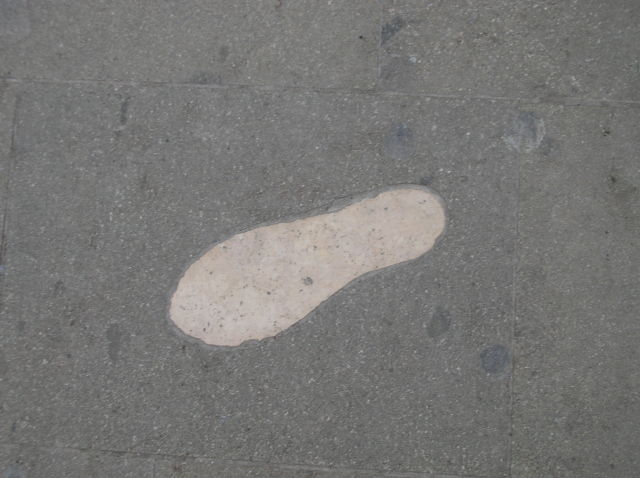
Empreinte, en pierre d'Istrie, sur le Ponte dei Pugni

La bataille proprement dite était précédée d'un défi par une personne (appelée aussi Mostra), qui impliquait les champions des deux équipes, chacun plaçant ses pieds sur deux empreintes se trouvant sur la surface de la chaussée. Puis la bataille commençait. Souvent, le public était impliqué dans les affrontements. Étant donné que les rencontres souvent pouvaient durer plusieurs heures, à la fin de l'obscurité, les forces de sécurité intervenaient, pour les faire cesser.
À partir de 1574, on a cherché à contenir ce phénomène, en bannissant les armes des conflits. En 1705 ont été interdits les affrontements après que cette même année, eut lieu l'un des combats les plus sanglants. La peine pour ceux qui avaient commencé une bagarre sur le pont était cinq ans de travaux aux galères ou une détention en prison pour sept ans.
Le pont a été reconstruit vers 1870, avec des protections en fer forgé.